# Wuda megaspilus
Wuda megaspilus är en stekelart som först beskrevs av Cameron 1911.  Wuda megaspilus ingår i släktet Wuda och familjen brokparasitsteklar. Inga underarter finns listade i Catalogue of Life.